# Software Quality Environment
Software Quality Environment bezeichnet ein Plugin für die Entwicklungsumgebung NetBeans, das als Ziel hat, erstklassige Integration für verschiedene Software-Qualitäts-Werkzeuge zu bieten.
Diese Werkzeuge unterstützen den Entwickler in der IDE schon beim Kodieren, Anomalien im Code zu finden und diese frühzeitig zu bearbeiten.
Gefundene Anomalien können durch die Integration in NetBeans direkt im Source Editor markiert werden. Des Weiteren werden die Ergebnisse der unterschiedlichen Software-Qualitäts-Werkzeuge in einem speziellen Anzeigebereich interaktiv dargestellt.

## Unterstützte Software-Qualitäts-Werkzeuge
- FindBugs
- PMD
- Checkstyle